# WASP-8b
WASP-8b Es un planeta extrasolar que orbita la estrella WASP-8, estrella de magnitud aparente 9.9, tipo espectral G6 y que posee una temperatura en su fotósfera de 5600 K. Se encuentra a unos 160 años luz de distancia.
Su radio y masa indican que posiblemente se trate de un gigante gaseoso, similar a Júpiter, aunque por su cercanía con su estrella (un 7.9% de la distancia de la Tierra al Sol), se clasificaría como un Júpiter caliente. No ha sido informada su ascensión recta ni su declinación.